# 커티스 데이비스
커티스 유진 데이비스(Curtis Eugene Davies, 1985년 3월 15일 ~ )는 잉글랜드 출신의 프로 축구 선수이다. 현재 소속팀은 잉글랜드 EFL 챔피언십의 더비 카운티이며, 포지션은 수비수이며 주로 센터백의 위치에서 활약한다. 챔피언십 소속의 웨스트 브로미치 앨비언에 있었던 데이비스는 그 곳에서 뛰어난 기량을 선보이며 여러 구단의 관심을 받았다. 그런 와중에 2007년 애스턴 빌라로 임대를 와 여러 경기를 소화했고 2008-09 시즌이 시작되기 전 완전 이적에 합의하여 3년 동안 뛰었고, 2011년 버밍엄 시티로 이적하였다.